# Városkapu (Oroszlány)

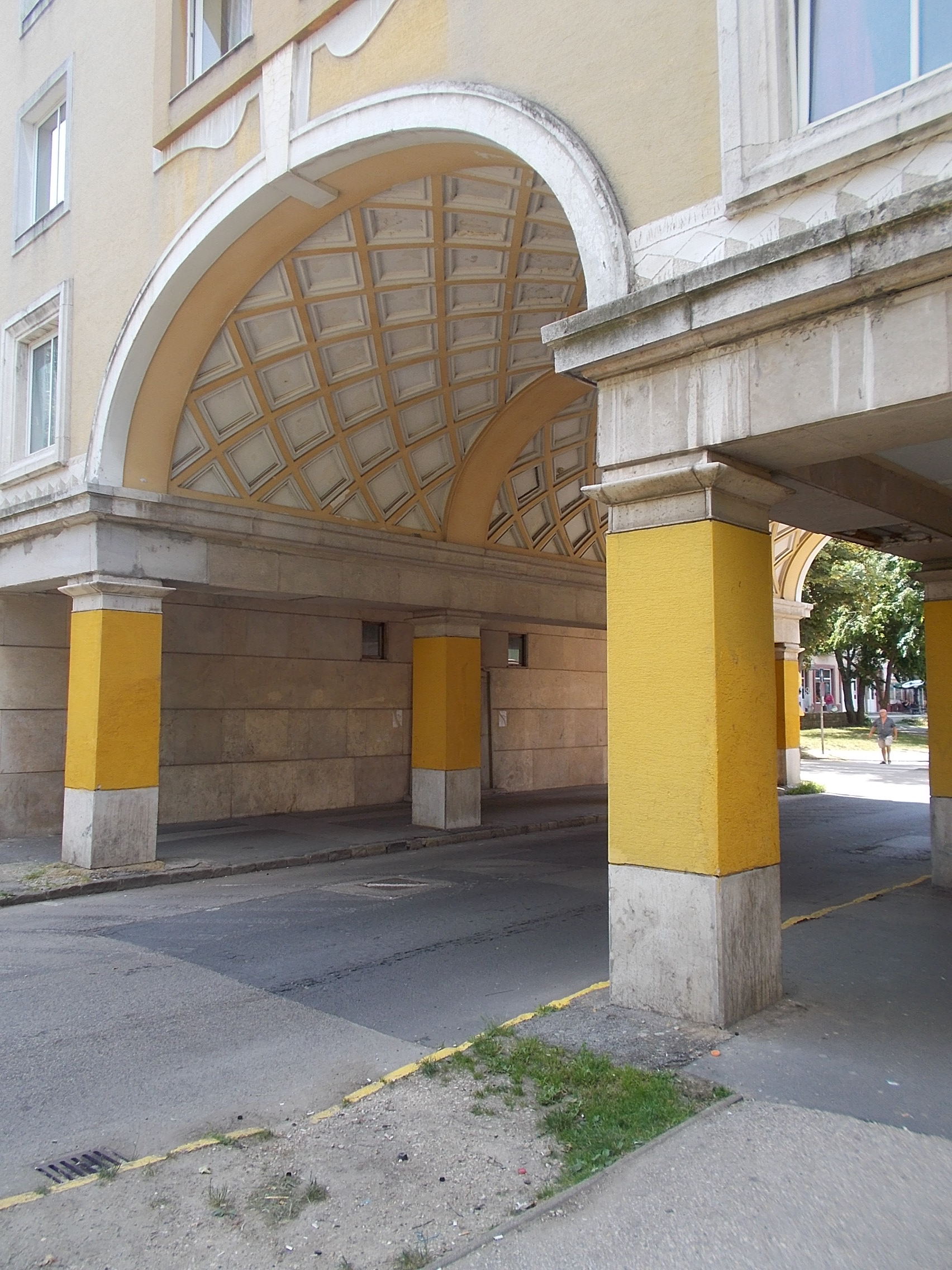
A Városkapu közelről

Az oroszlányi városkapu 1958-as megépítése óta a város egyik szimbóluma, amely a történelmi belvárosban helyezkedik el. Kezdetben a városi könyvtár kapott helyet falai között. A város művelődési házának felépítése után az épület funkcióját vesztette, mert a könyvtár oda költözött át.
Állapota innentől kezdve jelentősen romlott, amelyet csak az 1990-es években végrehajtott restaurálás fékezett meg. A 2000 m²-es épületben teljes felújítás történt és 30-40 m²-es garzonlakások lettek kialakítva. Az épület 4 emelet magas és 22 lakást foglal magába. Funkciója egyelőre nem tisztázott, bár a város legimpozánsabb épületei közé tartozik.
Helyet kapott az épületben internetkávézó, utazási iroda, számos garzonlakás, valamint egy tetőtéri luxuslakás is.
2016-ban lakásokat és különböző közösségi célokat szolgáló blokkokat alakított ki az épületben.